# كيم جونغ جو
كيم جونغ جو (مواليد 11 نوفمبر 1981) هو ملاكم كوري جنوبي، مثّل بلاده في الألعاب الأولمبية الصيفية في دورتي 2004 و2008.

## روابط خارجية
كيم جونغ جو على موقع أوليمبيديا (الإنجليزية)